# Emile Dechaineux

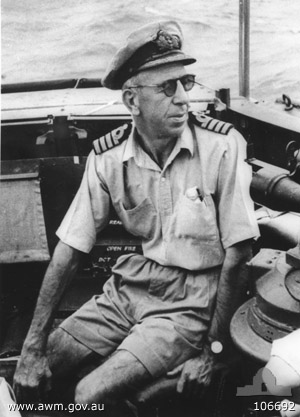
Emile Dechaineux

Emile Frank Verlaine Dechaineux (* 3. Oktober 1902 in Launceston (Tasmanien), Australien; † 21. Oktober 1944 in der Philippinensee) war ein australischer Marineoffizier im Zweiten Weltkrieg. Er befehligte mehrere Kriegsschiffe der Royal Navy und der Royal Australian Navy. Dechaineux fiel in der Schlacht im Golf von Leyte.

## Leben
Dechaineux begann seine militärische Ausbildung 1916 an der Königlich Australischen Marineakademie HMAS Creswell im Jervis Bay Territorium in New South Wales. Er schloss seine Ausbildung 3 Jahre später ab und wurde 1920 zum Midshipman (Seekadett) befördert.
In den folgenden Jahren setzte er seine Ausbildung bei der britischen Marine fort und diente auf verschiedenen Schiffen als Torpedo-Offizier und Luftbeobachter. Im September 1932 wurde Dechaineux zum Lieutenant Commander (etwa: Kapitänleutnant) befördert. 1935 wurde ihm das Kommando über die Torpedobewaffnung des Schweren Kreuzers HMAS Canberra übertragen. Im folgenden Jahr heiratete er Mary Harbottle. 1937 kehrte der australische Seeoffizier nach Großbritannien zurück, um die Königliche Marinehochschule zu besuchen. Im Juni des Jahres wurde er zum Commander (Fregattenkapitän) befördert.
Nach Ausbruch des Zweiten Weltkrieges diente Dechaineux bis April 1940 bei einer Minensucherdivision der Royal Navy. Während der Evakuierung Dünkirchens kommandierte er den britischen Zerstörer HMS Vivacious. Danach erhielt er das Kommando über die HMS Eglinton. Er befehligte das Kriegsschiff auf Patrouillen in der Nordsee.
1941 wurde der australische Seemann mit dem Distinguished Service Cross ausgezeichnet. Im gleichen Jahr kehrte er nach Australien zurück, wo er eine Aufgabe im Stab in Melbourne übernahm.
Am 31. Dezember 1942 wurde Emile Dechaineux zum Captain (Kapitän zur See) befördert.
Im Juni 1943 erhielt er das Kommando über die Zerstörergruppe der gemeinsam mit der United States Navy aufgestellten Task Force 74. Von seinem Führungsschiff, dem Zerstörer HMAS Warramunga, befehligte Dechaineux Operationen in den Seegebieten um Australien und Neuguinea. Zu den Aufgaben der Zerstörer gehörte die Unterstützung alliierter Landungsunternehmen auf japanisch besetzten Gebieten, wie z. B. den Admiralitätsinseln.
Dechaineux erhielt am 9. März 1944 das Kommando über den schweren Kreuzer Australia. Der Kreuzer war das Flaggschiff der Task Force 74 unter dem Oberkommando von Vizeadmiral John Augustine Collins. Der Verband unterstützte die alliierten Landungen in Hollandia auf Niederländisch-Neuguinea und auf weiteren Inseln der Molukken und Neubritanniens.
Während der See- und Luftschlacht im Golf von Leyte wurde die HMAS Australia am 21. Oktober 1944 das erste Opfer eines japanischen Kamikaze-Angriffes. Ein japanisches Flugzeug stürzte sich in die Brücke des Kreuzers. Obwohl die Bomben des Angreifers nicht zündeten, fing der Treibstoff des Bombers Feuer, was zu Sekundärexplosionen führte. Bei dem Angriff starben insgesamt 30 australische Seeleute.
Dechaineux wurde durch Splitter schwer verwundet und starb wenige Stunden nach dem Angriff. Er wurde in der folgenden Nacht auf See bestattet.

## Ehrungen nach dem Tod
Die Regierung der USA verlieh dem australischen Seemann postum den Orden Legion of Merit.
Im Jahre 1990 gab die australische Regierung bekannt, dass ein neugebautes U-Boot der Collins-Klasse den Namen von Emile Dechaineux tragen wird. Die HMAS Dechaineux lief 1998 vom Stapel. An der Zeremonie nahmen Dechaineux's Witwe Mary Purbrick und sein Sohn Commodore Peter Dechaineux teil.